# 路振揚
路振揚（？—1736年），陝西長安人，清朝軍事領將。
路振揚早年歷任把總、守備、遊擊、西安參將、漢中副將，康熙五十五年（1716年）擢升為四川松潘總兵。康熙五十六年（1717年），署四川提督。雍正元年（1723年），調任重慶總兵。雍正四年（1726年），升任陝西固原提督，署都督僉事。雍正六年（1728年），雍正帝因其年老而命其回京，授兵部尚書。路振揚以患病為由辭而不任，雍正帝懷疑他留戀外任為官而心懷不滿，故停其俸祿，不久改為銮仪使。雍正八年（1730年），署直隸古北口提督。乾隆元年（1736年），回任銮仪使。不久去世，賜祭葬。

## 延伸阅读
[在维基数据编辑]
 《清史稿/卷299》，出自趙爾巽《清史稿》